# Liră cipriotă
Lira cipriotă a fost unitatea monetară oficială a Ciprului (mai exact a statului cipriot grec din sudul insulei) până la 31 decembrie 2007. La 1 ianuarie 2008, Ciprul a trecut la euro. 

Republica Turcă a Ciprului de Nord continuă oficial să folosească lira turcească, dar în largă măsură este acceptată și moneda europeană, euro.